# Avon Championships of Florida 1979
Avon Championships of Florida 1979  — жіночий тенісний турнір, що відбувся на закритих кортах з килимовим покриттям Sportatorium у Голлівуді (США) в рамках циклу Avon Championships 1979. Відбувсь утретє й востаннє і тривав з 22 січня до 28 січня 1979 року. П'ятнадцята сіяна Грір Стівенс здобула титул в одиночному розряді й отримала за це 24 тис. доларів США.

## Фінальна частина

### Одиночний розряд
Грір Стівенс —  Діанне Фромгольтц 6–4, 2–6, 6–4
- Для Стівенс це був 1-й титул за рік і 5-й — за кар'єру.

### Парний розряд
Трейсі Остін /  Бетті Стов —  Розмарі Казалс /  Венді Тернбулл 6–2, 2–6, 6–2

## Розподіл призових грошей
| Дисципліна       | П       | F       | 3-тє   | 4-те   | ЧФ     | 1/8    | 1/16 |
| Одиночний розряд | $24,000 | $12,000 | $6,500 | $6,200 | $3,000 | $1,600 | $600 |